# One More Night (singel Maroon 5)
One More Night – utwór amerykańskiego zespołu pop rockowego Maroon 5 z ich czwartego albumu studyjnego zatytułowanego Overexposed. Utwór wydany został 19 czerwca 2012 roku przez wytwórnię A&M/Octone Records jako drugi singel z nowej płyty. Twórcami tekstu piosenki są Adam Levine, Shellback, Max Martin i Savan Kotecha, natomiast produkcją utworu zajęli się Shellback oraz Max Martin. Do singla nakręcono także teledysk, którego reżyserią zajął się Peter Berg. Po raz pierwszy zespół wykonał utwór 29 czerwca 2012 roku w programie The Today Show.
Singel zadebiutował na 42. miejscu na liście Hot 100, dwunastej pozycji w Hot Digital Songs oraz 27. w Kanadzie.

## Notowania
| Lista (2012)      | Najwyższa pozycja |
| ----------------- | ----------------- |
| Nowa Zelandia     | 1                 |
| Stany Zjednoczone | 1                 |
| Australia         | 2                 |
| Kanada            | 2                 |
| Polska            | 5                 |
| Holandia          | 23                |
| Wielka Brytania   | 100               |